# RME (音響機器メーカー)
RMEは、ドイツに本社を置くオーディオメーカーで、1996年に設立された。PC向けオーディオを中心に、アンプ・コンバーターなどを取り扱う。日本の正規代理店は、シンタックス株式会社。